# Коллинз, Рэй
Рэй Коллинз (англ. Ray Collins; 19 ноября 1936, Помона — 24 декабря 2012, Клермонт) — американский рок-музыкант. В 1964—1968 гг. был основным вокалистом The Mothers of Invention.

## Биография
Родился и вырос в городе Помона, штат Калифорния в семье местного полицейского. Начал петь ещё в школьном хоре. Женившись, забросил учёбу. Он начал серьёзную музыкальную карьеру, когда стал петь фальцетом в различных Ду-воп групп конца 1950-х — начале 1960-х гг., в том числе для группы Julian Herrera and the Tigers. В 1963 году вместе с Фрэнком Заппой написали песню «Memories Of El Monte» для ду-воп группы The Penguins.
В 1964 присоединился группе The Soul Gigants, состоявшей из Роя Эстрады (бас-гитара), Дэйви Коронадо (саксофон), Рэя Ханта (гитара) и Джимми Карл Блэка (ударные) и первоначально игравшей кавер-версии ритм-н-блюзовых песен. После произошедшего конфликта между вокалистом и гитаристом, Рэй Коллинз пригласил Фрэнка Заппу заменить Ханта. Под руководством Фрэнка The Soul Gigants стали исполнять собственный материал и переименовались в The Mothers of Invention. Рэй был ведущим вокалистом почти на всех ранних альбомах The Mothers: Freak Out! (1966), Absolutely Free (1967) и Cruising with Ruben & the Jets (1968). В 1968 году покидает The Mothers of Invention. В 1970 году вновь возвращается к Фрэнку Заппе, для участия реюньон тура возрождённых The Mothers и в дальнейшем сотрудничает в других его проектах вплоть до середины 1970-х гг.
В последние годы проживал в городе Клермонт, штат Калифорния.

## Болезнь и смерть
18 декабря 2012 был госпитализирован в Pomona Valley Hospital ICU из-за остановки сердца. По состоянию на вторник (18 декабря), Рэй Коллинз был жив, но впал в медицинскую кому.
Скончался 24 декабря 2012 года. Ему было 76 лет.

## Дискография

### Синглы
- Little julian herrera and the tigers: «I remember linda» / «True fine mama», (195?., 7", SAD, 'Starla records')
- The penguins: «Memories of el monte» / «Be mine», (1962., 7", SAD, 'Original sound')
- Ned & Nelda: «Hey nelda» / «Surf along», (1963., 7", SAD, 'Vigah')

### Студийные альбомы
The Mothers of Invention
- Freak Out! — (1966., 2LP, SAD, Verve)
- Absolutely Free — (1967., LP, SAD, Verve)
- Cruising with Ruben & the Jets — (1968., LP, SAD, Verve)
- Mothermania — (1969., LP, SAD, Verve)
- Uncle Meat — (1969., 2LP, SAD, Bizarre) (участвовал в сессиях, перед тем как покинуть группу)
- Weasels Ripped My Flesh — (1970., LP, SAD, Bizarre)

Frank Zappa
- Apostrophe (') — (1974., LP, SAD, Discreet)
- You Can't Do That on Stage Anymore, Vol. 5 — (1992., 2CD-a, SAD, Ryko)
- The Lost Episodes — (1996., CD, SAD, Ryko)
- Mystery Disc — (1998., CD, SAD, Ryko)
- Joe's Corsage — (2004., CD, SAD, Vaulternative Records)
- The MOFO Project/Object — (2006., 2CD, SAD, Zappa Records)
- The MOFO Project/Object — (2006., 4CD, SAD, Zappa Records)

Прочее
- Geronimo Black: Welcome Back — (1980., LP, SAD, Helios Recs)[11]
- The Grandmothers: Lookin' Up Granny’s Dress — (1982., LP, SAD, Rhino records)
- The Grandmothers: A Mother Of An Anthology — (1993., CD, SAD)
- Fraternity Of Man: X — (199?., CD5", SAD, San Francisco Sounds sfs 09930 da)
- Geronimo Black: Welcome Back — (2008., Crossfire)

### Сольные работы
- Ray Collins: Ray And The Raisons — (1981, SAD, Rhino)
- Ray Collins: Demo (1981)
- Ray Collins: Of Blues, Myself & I — (1982)
- Ray Collins: Magnolia — (1984)
- Ray Collins: Love songs — (1993)